# Riou Viou
Le Riou Viou est une  rivière du sud-ouest de la France, sous-affluent de la Garonne par le Riou Mort et le Lot.

## Géographie
De 25,4 km de longueur, le Riou Viou prend sa source dans le département de l'Aveyron commune de Escandolières et se jette dans le Riou Mort sur la commune de Viviez en rive gauche.

## Départements et communes traversées
- Aveyron : Lugan, Valzergues, Galgan, Escandolières, Auzits, Cransac, Aubin, Les Albres, Viviez.

## Principaux affluents
- Ruisseau de Vayssade : 6 km
- Ravin des Barthes : 2,5 km
- L'Enne : 10 km